# IEEE 1888
IEEE 1888标准（或称IEEE 1888协议），正式名稱為泛在绿色社区控制网络协议（IEEE 1888-2011-IEEE Standard for Ubiquitous Green Community Control Network Protocol），是利用互联网技术（支持IPv6，兼容IPv4）使所有传感数据和控制数据进行自由传输与交互的应用层面的通信协议。IEEE 1888标准的正式名称是“IEEE 1888-2011-IEEE Standard for Ubiquitous Green Community Control Network Protocol, 泛在绿色社区控制网络协议”，可广泛应用于智慧能源系统，包括下一代电力管理系统，楼宇能源系统、设备设施管理系统等领域的通信，特别在工业、建筑、园区等领域的能源管理方面，具有天然的优势。2015年3月，国际标准化组织ISO/IEC正式发布文件，由中国主导的IEEE 1888标准通过ISO/IEC最后一轮投票，成为全球能源互联网产业首个ISO/IEC国际标准。

## IEEE 1888标准的发展历程
IEEE 1888协议的研发始于2005年，从2008年起标准化的进程开始提速，2011年3月正式得到IEEE（电气和电子工程师协会）的批准发布成为国际标准，并获得了全球各大企业、研究机构的广泛关注。2015年3月2日，国际标准化组织ISO/IEC正式发布文件，宣布IEEE 1888国际标准高票通过认证，正式接纳为ISO/IEC国际标准，至此，中国主导的首个ISO/IEC国际标准终于正式落地。

## IEEE 1888系列子标准

### IEEE P1888.1标准
IEEE P1888.1标准为“泛在绿色社区通信协议标准：控制和管理”，由中国电信牵头成立工作组，发起成员包括北京天地互连信息技术有限公司、北京交通大学及青岛高校信息产业有限责任公司。IEEE P1888.1标准主要针对IEEE 1888核心标准所定义的泛在绿色社区控制网络系统，研究网关的中央接入控制和管理策略。

### IEEE P1888.2标准
IEEE P1888.1标准为“泛在绿色社区通信协议标准：异构网络融合与可扩展性”，由北京交通大学牵头成立工作组，发起成员包括了清华大学、北京天地互连信息技术有限公司及中国电信。IEEE P1888.2标准主要针对IEEE 1888核心标准所定义的泛在绿色社区控制网络系统，研究现有的异构网络及未来可能出现的新型网络的兼容性与可扩展性的问题。

### IEEE P1888.3标准
IEEE P1888.3标准为“泛在绿色社区通信协议标准：安全”，由北京天地互连信息技术有限公司牵头成立工作组，发起成员包括了清华大学、北京交通大学及中国电信。IEEE P1888.3标准主要针对IEEE 1888核心标准所定义的泛绿色社区控制网络系统，实现了增强的安全功能。通过该标准，可以防止数据泄露及非授权的接入资源，保障信息的完整性和私密性。

### IEEE P1888.4标准
IEEE P1888.4标准为“泛在绿色社区通信协议标准：绿色智能家居与居住控制网络协议”，由广州视声电子科技有限公司牵头成立工作组，发起成员包括了天地互连、广州智能家居技术标准促进中心。IEEE P1888.3标准为家庭和住宅小区提供了能源计量和智能控制网络协议，推动家庭社区可以更加自如地实现绿色、智能功能。

## ISO/IEC/IEEE 1888标准的系统架构
在IEEE 1888系统中，由网关（GW）、存储器（Storage）、应用单元（APP）等组件构成系统，以管控点（POINT）为单位处理数据。在IEEE 1888系统的数据交换中，定义了数据推送协议（WEITE）、数据获取协议（FETCH）、异步数据订阅协议（TRAP）。此外，还包括在构筑IEEE 1888系统中起到很大作用的注册器（Registry）及注册器相关的通信流程。